# Helena Ekblom
Helena Sophia Ekblom, även känd som Predikare-Lena eller Vita Jungfrun, född 29 april 1784 i Sankt Anna socken (uppgav i sin bok att hon var född 24 juni 1790 i Sankt Anna socken), död 23 januari 1859 i Svinhults socken, Östergötland, var en svensk predikant. Hon var en representant för den så kallade predikosjukan.
Hon var verksam i Linköpings stift vid 1800-talets början och blev känd som "Predikare-Lena" eller "Vita Jungfrun", därför att hon alltid var vitklädd då hon predikade.

## Biografi
Ekblom föddes i Östergötland och var dotter till båtsman Jacob Ekblom (Ekeblom) och Brita Johansdotter (Jaënsdotter/Jahnsdotter).
Ekblom fick sin första uppenbarelse i nioårsåldern. År 1806, vid 22 års ålder, började hon vandra runt och predika och väckte uppmärksamhet. Eftersom hon alltid var vitklädd då hon predikade kallades hon även Vita jungfrun. Myndigheterna underrättades om Ekbloms verksamhet vilket ledde till att hon 1808 spärrades in på Vadstena hospital.
Hon rymde, men återfördes och hölls sedan bunden i sin cell i två år. 1828 frigavs hon och begav sig ut på nya predikovandringar. Under sjukhusvistelsen skrev hon en bok om sina upplevelser. Boken gavs ut 1818 och sedan i ett 15-tal upplagor av flera olika tryckare fram till 1858.
1828 fick hon ett hem hos en bonde i Svinhults socken. På sin ålderdom blev hon alltmer förvirrad och frös ihjäl i en snödriva. Hon begravdes den 30 januari 1859 på Svinhults kyrkogård. 

### Om Ekblom
- Zetterholm, Tore (1974). Predikare-Lena: roman. Stockholm: Norstedt. Libris 8345552. ISBN 9117412927
- Lantz, Monica (2021). Skadskjuten ängel: om predikerskan Helena Ekblom. [Vadstena]: [Alla format förlag]. Libris w91v5x96tbnsp35c. ISBN 9789198669442
- Odenvik, Nathan (1931). "Vita jungfrun" - en svensk martyr under 1800-talet: Helena Sofia Ekbloms liv och verksamhet. [Jönköping]. Libris 18616947